# Gautier d’Arras
Gautier d’Arras (* 1135; † 1189) ist ein altfranzösischer Dichter und Zeitgenosse Chrétien de Troyes. Er lebte zwischen 1170 und 1185 am Hofe von Blois und hinterließ zwei Romane, Eracle und Ille et Galeron, die er u. a. Theobald V. von Blois  und Beatrix von Burgund, der zweiten Frau Friedrich Barbarossas, widmete.
Der Versroman Eracle, zwischen 1176 und 1181 in 6593 paarweise gereimten Achtsilbern erschienen, beschreibt die Geschichte des Byzantinischen Herrschers Herakleios und seiner ehebrecherischen Gattin. Ähnlich der historischen Persönlichkeit, wird auch der Romanheld König von Konstantinopel, bekämpft den König der Perser und gewinnt das Heilige Kreuz zurück. Neben den historischen Begebenheiten, enthält der Roman einen nicht unbedeutenden Anteil wunderbarer Elemente, die durch das orientalische Umfeld unterstrichen werden.
In seinem Hauptwerk Ille et Galeron behandelt Gautier in 6592 paarweise gereimten Achtsilbern das Thema des zwischen zwei Frauen stehenden Mannes. Das byzantinische Handlungsmuster vom Typus Liebe – Trennung – Suche – Wiederfinden wird hier gleich zweimal durchgespielt.
Das Thema ähnelt sehr dem des Lai d’Éliduc der Marie de France. Zudem ist in dem Roman Gautiers Ille der Sohn einer Person namens Éliduc. Mehrere Forscher nehmen daher an, dass dieses Werk direkt von dem Lai der Dichterin inspiriert wurde.

## Ausgaben
- G. Raynaud De Lage (Hrsg.), Gautier d’Arras: Éracle. Paris 1976.
- F. A. G. Cowper (Hrsg.): Ille et Galeron par Gautier d’Arras. Paris 1956.
- Y. Lefèvre (Hrsg.), Gautier d’Arras: Ille et Galeron. Paris 1988.
- Karen Pratt (Hrsg.), Gautier d’Arras: Eracle. Londres, King’s college 2007.